# Desiderativ
Der Desiderativ bezeichnet in der Sprachwissenschaft eine Aktionsart des Grundverbs, die den Wunsch, die Aktion des Verbs auszuführen, ausdrückt. Eine ähnliche Funktion erfüllt der Optativ, der aber im Gegensatz zum Desiderativ einen Modus des Verbs darstellt.
Desiderative sind Verben, die aus Grundverben oder anderen Basen durch morphologische Derivation gebildet werden.

## Bedeutung für die Sprachentwicklung
Die Futurform der Töchter der indogermanischen Ursprache könnte sich aus einer Kombination des Desiderativs mit dem Konjunktiv entwickelt haben.

## Sanskrit
Im Sanskrit werden Desiderative durch Anhängen von sa und Vorstellen einer Verdopplungssilbe (Reduplikationssilbe) gebildet, die aus dem ersten Konsonanten des Wortstamms (eventuell verändert) und einem Vokal besteht. Dieser Vokal ist gewöhnlich ein i, wenn allerdings ein u im Wortstamm enthalten ist, dann wird auch ein u in die Vorsilbe dupliziert. Es kommt auch vor, dass dabei der Vokal des Wortstamms verändert wird.
| Wortstamm | Bedeutung | Desiderativ | Bedeutung         |
| --------- | --------- | ----------- | ----------------- |
| nayati    | er führt  | nínīṣati    | er möchte führen  |
| pibati    | er trinkt | pípāsati    | er möchte trinken |
| jivati    | er lebt   | jíjīviṣati  | er möchte leben   |

## Latein
Im Latein werden Desiderativa vom PPP-Stamm abgeleitet, wobei zu diesem das Suffix -ur tritt und das Derivat der i- Konjugation angehört.
| Wortstamm | Bedeutung | PPP    | Desiderativ | Bedeutung                  |
| --------- | --------- | ------ | ----------- | -------------------------- |
| edere     | essen     | es-    | esurire     | essen wollen, hungrig sein |
| petere    | erreichen | petit- | petiturire  | erreichen wollen           |
| mori      | sterben   | mortu- | morturire   | sterben wollen             |